# Rising Appalachia
Rising Appalachia je hudební skupina, jejímiž vůdčími osobnostmi jsou multiinstrumentalistky a sestry Leah Smith a Chloe Smith.

## Obsazení
- Leah Song – zpěv, banjo, kalimba, housle, boudhran, perkuse
- Chloe Smith – zpěv, fiddle, banjo, valcha, kalimba, perkuse
- Imhotep – tradiční neworleanský basový buben, m'bala, djembe, západoafrické perkuse
- Biko Casini – djembe, congas, perkuse
- David Brown – kytara, kontrabas
- Abram Racin – kontrabas
- Forrest Kelly – beatbox, ruční perkuse

## Diskografie
Koncerty ČR
- 10. září 2018 ( Praha Výstaviště, Tiskárna ve vzduchu )
- 10. července 2019 ( Praha Výstaviště , Gauč ve Stromovce Archivováno 11. 7. 2019 na Wayback Machine. )

Alba
- Leah and Chloe (2005)
- Scale Down (2007)
- Evolutions in Sound: LIVE (2008)
- The Sails of Self (2010)
- Filthy Dirty South (2012)
- Leylines (3.5.2019)

Digitální alba
- Soul Visions (2013, ve spolupráci s The Human Experience)[1]
- The Sails of Self (2014, digitální album)[2]

DVD
- Live at Echo Mountain (2012)